# آرتور جفری دمپستر
آرتور جفری دمپستر (انگلیسی: Arthur Jeffrey Dempster؛ زاده ۱۴ اوت ۱۸۸۶ درگذشته ۱۱ مارس ۱۹۵۰) یک فیزیک‌دان اهل ایالات متحده آمریکا-کانادا بود.